# Ceropegia campanulata
Ceropegia campanulata är en oleanderväxtart som beskrevs av George Don jr. Ceropegia campanulata ingår i släktet Ceropegia och familjen oleanderväxter. Inga underarter finns listade i Catalogue of Life.